# Ceui
Ceui（日語：セイ，1月31日—）是在千叶县出生，在福冈县长大的女性歌手。血型A型。名字Ceui是基于葡萄牙语（天空）的造语，意思是「星」。受当钢琴老师的母亲影响，从六岁开始学习古典钢琴。毕业于白百合女子大学文学部。

## 作品

### 单曲
|      | 發售日         | 標題                 | 商業搭配                                                         | 規格產品編號 |
| ---- | -------------- | -------------------- | ---------------------------------------------------------------- | ------------ |
| 1st  | 2007年2月21日  | 微睡みの楽園         | 電視動畫《京四郎與永遠的空》ED                                   | LHCM-1029    |
| 2nd  | 2007年5月23日  | mellow melody        | 電視動畫《Sola》ED                                               | LACM-4372    |
| 3rd  | 2008年11月26日 | 神々の詩             | 网络游戏《仙境传说》6thアニバーサーリー印象曲                    | LACM-4538    |
| 4th  | 2009年2月25日  | 光と闇と時の果て     | 電視動畫《仰望天空的少女瞳中的世界》ED                           | LACM-4570    |
| 5th  | 2009年5月13日  | espacio              | 電視動畫《穿越宇宙的少女》ED2                                    | LACM-4607    |
| 6th  | 2009年5月27日  | 聖戦スペクタル       | 電腦遊戲《》OP                                                   | LACM-4620    |
| 7th  | 2009年8月5日   | センティフォリア     | 電視動畫《青花》ED                                               | LASM-4023    |
| 8th  | 2009年8月26日  | プリズム             | 電腦遊戲《》ED                                                   | LACM-4643    |
| 9th  | 2010年8月11日  | Truth Of My Destiny  | 電視動畫《傳說的勇者的傳說》ED                                   | LACM-4734    |
| 10th | 2010年10月27日 | Last Inferno         | 電視動畫《傳說的勇者的傳說》OP2                                  | LACM-4748    |
| 11th | 2011年11月9日  | Stardust Melodia     | 電視動畫《境界線上的地平線》第04、05、06、11話ED2 -Side Horizon- | LACM-4875    |
| 12th | 2012年8月8日   | 風の中のプリムローズ | 電視動畫《戀愛與選舉與巧克力》ED                                 | LASM-4145    |
| 13th | 2013年7月24日  | 奏愛カレンデュラ     | 電視動畫《八犬傳－東方八犬異聞－》ED2                            | LACM-14114   |
| 14th | 2014年11月5日  | Pandora              | PSP、PSV遊戲《》OP                                               | LACM-14294   |

### 專輯
Glassy Heaven
- 2009年7月22日發售（Lantis）

1. 羽化
  - 電視動畫『仰望天空的少女瞳中的世界』印象曲
  - 作詞：Ceui／作曲：小高光太郎・Ceui／編曲：小高光太郎
2. Qualia
3. Frozen Tear
  - PS2遊戲『Clear 〜新しい風の吹く丘で〜』OP主題歌
  - 作詞：Ceui／作曲：小高光太郎・Ceui／編曲：小高光太郎
4. Prayer
5. dreamscape
  - PC遊戲『最終試験くじら〜Departures〜』OP主題歌
  - 作詞：Ceui／作曲・編曲：小高光太郎
6. mellow melody
7. 永久のコトバ
8. espacio
  - 電視動畫『穿越宇宙的少女』新ED主題歌
9. パラノイア
  - 電視動畫『仰望天空的少女瞳中的世界』印象曲
  - 作詞：Ceui／作曲：神前暁・小高光太郎・Ceui／編曲：小高光太郎
10. Prelude 〜運命の欠片〜
11. 微睡みの楽園
12. 聖戦スペクタル
13. 心の翼

First Eden
- 2011年5月3日 (LIVE&虎之穴限定贩卖)

1. Ave Maria
2. Angelus
3. Saint-Exupery ～小瓶の宇宙～
4. 不思議の国のセイ子
5. holy bite
6. オフィーリアの岸辺
7. 一億年前の約束
8. 天空の神殿
9. 追憶の国
10. エンデュミオンへ降る涙
11. 銀河の宝石

Labyrinthus
- 2012年6月20日發售（Lantis）

1. Labyrinthus
2. てのひらの追憶　†Interlude†
3. センティフォリア
  - 電視動畫『青之花』ED主題歌
4. リトルガーデン
5. 霧の中の美しい少女　†Interlude†
6. 天使と悪魔のシンフォニア
7. Last Inferno
  - 電視動畫『傳說的勇者的傳說』OP主題歌
8. Truth Of My Destiny
  - 電視動畫『傳說的勇者的傳說』ED主題歌
9. 一縷の宝石　†Interlude†
10. わたしが天使じゃなくなる日
11. 光と闇と時の果て
  - 電視動畫『仰望天空的少女瞳中的世界』ED主題歌
12. SIROSUNA
13. 祈り舞う、天上の草原　†Interlude†
14. God Bless-あなたに光あれ-
15. Stardust Melodia
  - 電視動畫『境界線上的地平線』ED主題歌
16. Energy
  - 電視動畫『傳說的勇者的傳說』插入歌

### 合辑
oratorio
- 2007年8月8日发售（Lantis）
  - 始まりへの旅
    - 电视动画『sola』印象歌
    - 作詞：畑亜貴／作曲・編曲：小高光太郎

Songs From Eternal Fantasy
- 2008年2月27日发售（Lantis）
  - あらたな光
    - 电脑游戏『エターナルファンタジー』插曲
    - 作詞：Ceui／作曲：石川智久／編曲：小高光太郎

brilliant world（电视动画『深淵傳奇』印象歌专辑）
- 2009年1月7日发售（Lantis）
  - brilliant world
  - カリス
    - 詞：Ceui／作曲：小高光太郎・Ceui／編曲：小高光太郎

Cross Days ThemeSongs+OriginalSoundTrack
- 2010年4月21日发售（Lantis）
  - Eternal Flow
    - PC遊戲『Cross Days』印象歌
    - 作詞：Ceui／作曲：Ceui・小高光太郎／編曲：小高光太郎

伝説の勇者の伝説のラジオ おまとめ盤 1
- 2010年9月22日发售（Lantis）
  - 伝勇伝音頭
    - 作詞：Ceui／作曲・編曲：仲村美悠／歌：結城アイラ・Ceui with 伝勇伝ラジオの仲間たち

uni. vocal mini album 愛情歌曲
- 2010年10月27日发售（Lantis）
  - My Sweet Stories
    - PC遊戲『uni.』ED
    - 作詞：Ceui／作曲：小高光太郎・Ceui／編曲：小高光太郎

愛、選舉與巧克力 CHOCOLATE SONGS
- 2011年4月27日发售（Lantis）
  - Jewelry Time
    - PC遊戲『愛、選舉與巧克力』ED
    - 作詞：Ceui／作曲：小高光太郎、Ceui／編曲：小高光太郎

Asphodelus -アスフォデルス-
- 2011年4月28日发售（Side Connection Music）
  - Asphodelus -アスフォデルス-
    - PC遊戲『穢翼的尤斯蒂婭』OP
    - 作詞：Ceui-セイ-／作曲：小高光太郎／編曲：小高光太郎・スミイ酸／MIX：スミイ酸

親愛なる世界へ
- 2011年4月28日发售（Side Connection Music）
  - 親愛なる世界へ
    - PC遊戲『穢翼的尤斯蒂婭』ED
    - 作詞：hanon-ハノン-／作曲・編曲：Ceui-セイ-／MIX：スミイ酸

AMASIA（廉価盤/Low-Priced edition）
- 2012年4月27日发售（Side Connection Music）
  - Travelling August　～オーガスト歴代ボーカル曲メドレー～
    - 編曲：小高光太郎

### 樂曲、作詞提供
- 最終試験くじら - 作詞
- kira『dreamscape』 - 作詞
- 結城愛良 - 作詞
-  - 作詞
-  - 作詞・コーラス
- 清水愛『NUOVA STORIA』 - 作曲（與小高光太郎共同）
- Piko - 作詞・作曲（作曲與小高光太郎共同）
- 三澤紗千香 - 作詞・作曲（作曲與小高光太郎と共同）

## 演唱會

### 海外
- ～ Music Junction 4th Diary ～Yui Makino & Ceui Live in Hong Kong (牧野由依・Ceui 2011年9月30日)
- ～ Music Junction 5th Diary ～Yui Makino & Ceui Live in Guangzhou (牧野由依・Ceui 2011年10月5日)
- Mikuni Shimokawa ASIAN LOVERS LIVE 2011 in Taipei feat.Ceui (下川美娜・Ceui 2011年12月18日)

### 中国
- ～Angel Melody～Dreaming Live Stage 2016　霜月はるかX織田かおりXCeui（霜月遥・织田香织·Ceui 2016年8月7日）[2]